# مزیک (کارولینای شمالی)
مزیک (به انگلیسی: Mesic) شهری در ایالت کارولینای شمالی کشور ایالات متحده آمریکا است که جمعیت آن در سرشماری سال ۲۰۱۰ میلادی، ۲۲۰ نفر بوده‌است.